# Juan Luis Vives

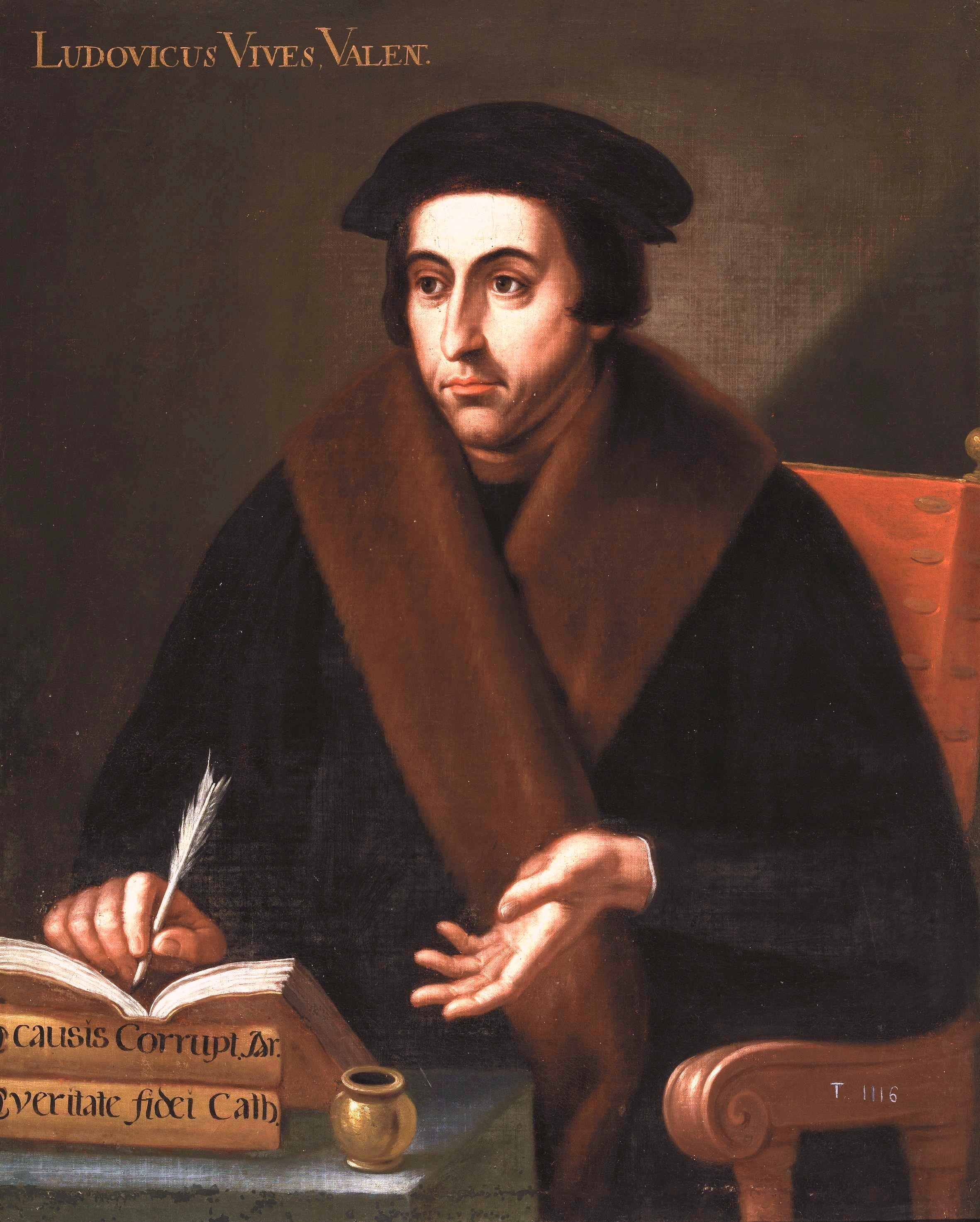
Juan Luis Vives, Museo del Prado.

Juan Luis Vives (Joan Lluís Vives, ur. 6 marca 1492 w Walencji, zm. 6 maja 1540 w Brugii) – hiszpański humanista, pedagog okresu odrodzenia.

## Życiorys
Pochodził z dobrze sytuowanej rodziny kupieckiej. Jego rodzice byli wyznawcami judaizmu, a potem zmienili wyznanie na chrześcijańskie. Do 12 roku życia uczęszczał do szkoły podstawowej i średniej w Walencji. Tutaj rozpoczął też studia uniwersyteckie. Ukończył 2-letni kurs gramatyki i 3-letni kurs sztuki. W 1508 r. udał się do Paryża, gdzie kontynuował studia na Sorbonie na wydziale sztuki. Zgłębiał wiedzę z zakresu logiki. Na uczelni panował jednak bardzo scholastyczny system edukacji. Aczkolwiek poza murami Sorbony działały koła entuzjastów humanizmu, między innymi Braci Wspólnego Życia, na które zwrócił uwagę, ponieważ nie podobał mu się scholastyczny sposób nauczania.
W 1514 r. Vives opuścił Paryż i udał się do Brugii. W mieście tym mieszkało wiele zamożnych rodzin, w związku z czym, mógł on znaleźć tu pracę jako prywatny nauczyciel. Rozpoczął nauczanie w rodzinie Bernarda Valdaury, po kilku latach w 1524 r. poślubił jego córkę Małgorzatę. W czasie pobytu w mieście nawiązał też kontakt z Erazmem z Rotterdamu, który był wówczas ogromnym autorytetem i przedstawicielem północnego humanizmu. Dzięki tej znajomości otrzymał stanowisko preceptora osiemnastoletniego Wilhelma Croya, desygnowanego kardynała i arcybiskupa Toledo, w związku z czym przeniósł się do Lowanium. W mieście tym mieścił się uniwersytet, objął stanowisko profesora. „Vives, wielki humanista i teolog klasycznych studiów, wykładał rano Pliniusza Historię naturalną, wieczorem zaś Georgiki Wergiliusza. Ale jego imię nie pojawia się na liście nauczycieli. Przypuszczalnie oferował swoje usługi jako zapraszany gościnnie wykładowca, którego prestiż pozwalał na prowadzenie wykładów na dowolnie przez siebie wybrane tematy.”
W proteście przeciwko słabej edukacji i scholastycznemu sposobowi nauczania napisał w 1519 r. pamflet Przeciwko pseudodialektykom. Vives podupadł w tym czasie trochę na zdrowiu, zmarł też jego uczeń Wilhelm Croy. Z tego powodu miał problemy finansowe, jednak nie poprzestał pisać. Stworzył traktat w trzech księgach O wychowaniu niewiasty chrześcijanki. Poświęcił go królowej Katarzynie Aragońskiej żonie Henryka VIII, która widząc jego kiepską sytuację, zaczęła mu wypłacać pensję.
Otrzymał też zaproszenie na dwór angielski i przebywał tam w latach 1523-1529. Pełnił funkcję nauczyciela królewny Marii i był doradcą królewskim. W Anglii kontynuował działalność akademicką jako profesor prawa i literatury łacińskiej w Collegium Corpus Christi w Oksfordzie. W tym czasie napisał Elementarz mądrości, Plan nauki dziecięcej i Straż ducha. Na uczelni panowała surowa dyscyplina. Dzień rozpoczynał się o 5 rano mszą, podczas posiłków czytano biblijne teksty, reguły wymagały by wystrzegać się tego co mogłoby rzucić cień na całą społeczność.
W 1520] r. Vives poznał słynnego angielskiego humanistę Tomasza More’a. Od tego czasu jego dzieła miały charakter humanistyczny z religijnym zabarwieniem. Obaj zostali wplątani w rozwód Henryka VIII i Katarzyny Aragońskiej. Ponieważ chcieli pozostać bezstronni w tym sporze zostali wtrąceni do więzienia, a Vives w 1529 r. powrócił do Brugii, do swojej żony Małgorzaty. Potem próbował nawiązać ponownie kontakt z Erazmem z Rotterdamu, który był właśnie u szczytu kariery, jednak przyjaźń uległa ochłodzeniu. W 1531 r. napisał słynny traktat O umiejętnościach, a w 1538 O życiu duszy. Zmarł w 1540, a pośmiertnie ukazało się jeszcze jego dzieło, które zdążył ukończyć, tj. O prawdzie religii chrześcijańskiej.

Był autorem ogromnej liczby prac naukowych, obejmujących tematykę pedagogiczną, polityczną, gospodarczą, historyczną, filozoficzną, moralną, chrześcijańską, i jednym z najbardziej poczytnych autorów XVI w. Oprócz prac autorskich pozostawił po sobie wiele wstępów do wybitnych dzieł, komentarzy, prelekcji. Był erudytą, znał wiele języków, którymi biegle się posługiwał. We wszystkich pracach wyraźnie odzwierciedlała się jego chrześcijańska postawa życiowa oraz humanistyczne i pacyfistyczne poglądy (ukształtowały się pod wpływem ruchu Braci Wspólnego Życia, którego członkowie dążyli do odrodzenia ducha pierwotnego Kościoła, przenosząc akcent z czysto teoretycznych dysput na przykładną postawę moralną i żywą pobożność).

## Poglądy pedagogiczne

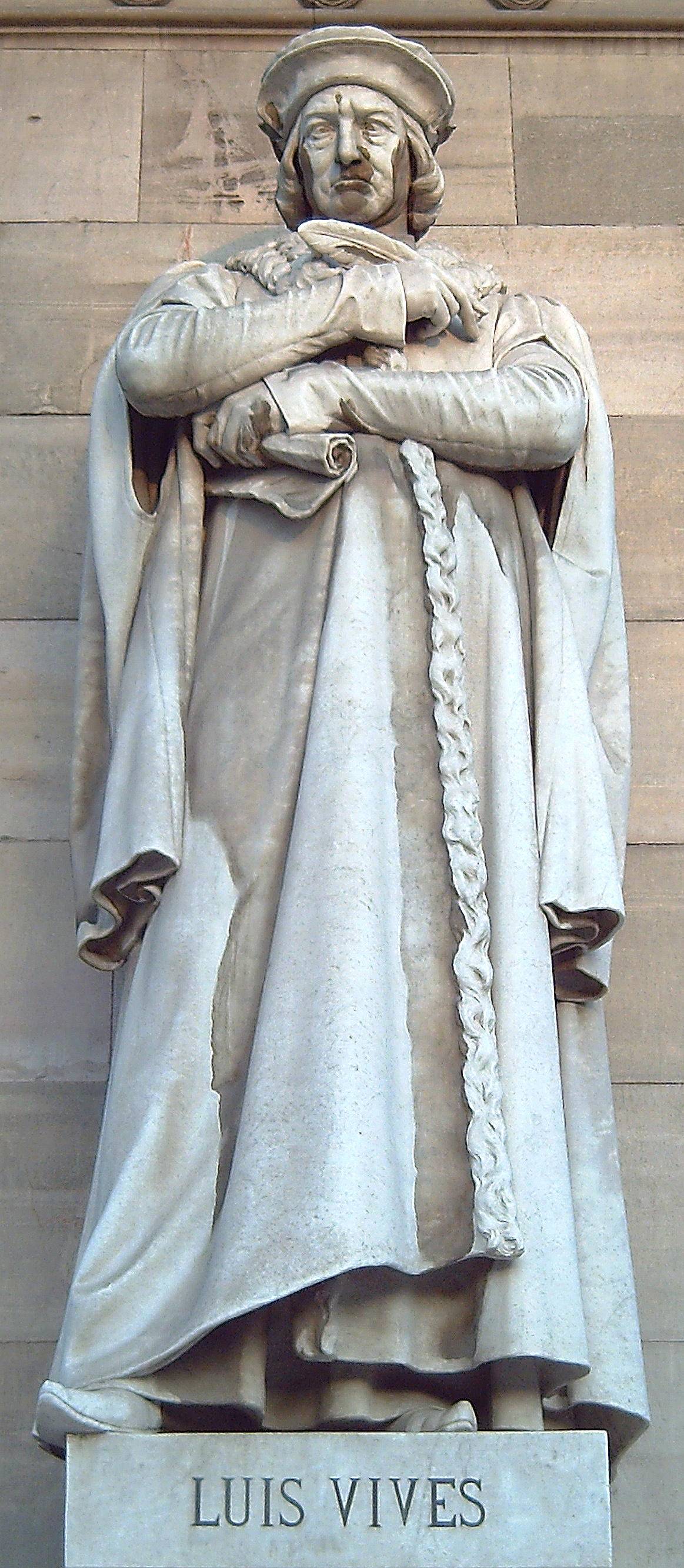
Rzeźba Juana Luisa Vivesa autorstwa P. C. Hugueta

Juan Luis Vives był teoretykiem edukacji. Krytykował wychowanie średniowieczne i stworzył nowy system wychowania i nauczania. Według niego szkoła powinna znajdować się w każdym mieście. Powinna być zlokalizowana na obrzeżach miasta. „(...) niech nie będzie to miejsce zbyt uczęszczane i niech leży z dala od warsztatów, przy których jest dużo hałasu, (...). Ale nie powinno to też być miejsce położone całkiem na odludziu, aby, jeśli uczniowie coś zbroją, mieli świadków i widzów swego postępku. Za pożądane też uważam, by mieszkańcy najbliższych okolic szkoły byli poważni, uczciwi, wzbudzający szacunek.” Edukacja powinna się odbywać w atmosferze wzajemnego poszanowania. Nauczyciele powinni mieć wzorową postawę moralną i etyczną, być dobrze wykształceni. „Toteż nauczyciele muszą nie tylko być na tyle uczeni, by móc dobrze kształcić, ale także mieć odpowiednią zręczność i biegłość w nauczaniu. Charakter ich niech będzie nieskazitelny: pierwszą ich troską winno być, by nic takiego nie powiedzieli lub nie uczynili, z czego by na słuchaczów mógł przejść zły przykład (...)” Vives był też zdania, że nauczyciele powinni dostawać godziwe wynagrodzenie od państwa, jednak nie za duże, by nie kusiło osób do tej roli niepowołanych. „Grono nauczające winno otrzymywać pensję publiczną, i to taką, którą by się zadowolił człowiek uczciwy, a na którą by się nie złakomił zły. Chodzi o to, by – gdyby była ona zbyt wysoka – nie zapragnęli jej z chęci zysku nieucy i ludzie marni, nie byli zaś wykluczeni dobrzy i wykształceni, którzy nie umieją albo nie chcą przedsięwziąć odpowiednich zabiegów. Niech nauczyciele nic nie przyjmują od uczniów, ażeby nie stali się wobec nich zbyt miękcy i pobłażliwi, wskutek nadziei zysku.”
Według niego dzieci powinny podlegać edukacji od 7 do 15 roku życia, aczkolwiek wszystko powinno być zależne od indywidualnych uzdolnień ucznia. Jego zdaniem nie każde dziecko nadaje się do kształcenia. Zalecał przyjmować dzieci do szkoły na próbę, która miała trwać kilka miesięcy. Testem zdolności wrodzonych była arytmetyka. Wysokim miernikiem inteligencji były gry, które zmuszają do współzawodnictwa i działania. Według niego cztery razy w roku nauczyciele powinni schodzić się na poufne zebranie w celu omówienia zdolności uczniów i wyznaczyć dalsze kierunki nauczania dla każdego.

Pierwszy etap edukacji powinien obejmować naukę czytania liter alfabetu. Kiedy dziecko opanowało dobrze sylaby i słowa, należało zapoznać je z częściami mowy i równocześnie uczyć czytania i pisania. Po zdobyciu tych umiejętności można było dopiero wprowadzić deklinację i koniugację czasowników oraz składnię. Ważną umiejętnością zdobytą w szkole miała też być biegłość w przekładach tekstów z języka ojczystego na łacinę. Uważał, że każdy uczeń powinien ponadto opanować umiejętność posługiwania się słownikiem, by móc sprawdzić w nim każde nowe, nieznane mu słowo.

Vives rozwinął program nauki indukcyjnej. Uczniowie mieli sami dochodzić do wiedzy, czyli na przykład zasady poetyki wyciągano po przeczytaniu dzieł najlepszych poetów. Zalecał obserwację i naukę z rzeczywistości, a nie z książek. Podstawę językową miała stanowić łacina oraz język grecki w celu lepszego opanowania łaciny. Ponadto w szkole powinno uczyć się języka ojczystego i nim właśnie posługiwać się w początkowych latach nauki, aby tłumaczyć gramatykę, czy omawiać lektury. Konieczna jest też nauka języków nowożytnych. Po opanowaniu gramatyki należy zająć się retoryką, kładąc nacisk na treść mowy, a następnie logiką. Po naukach formalnych nadchodzi czas na rzeczowe, czyli nauki przyrodnicze, historia, matematyka, a w miarę możliwości architektura, żeglarstwo. Wiedzę praktyczną mieli czerpać uczniowie poprzez przebywanie w różnego rodzaju warsztatach rzemieślniczych. Przerwy w nauce powinny być wypełnione ruchem na świeżym powietrzu.
Kontrolę nauczanego materiału radzi przeprowadzać w ten sposób, iż starsi uczniowie powinni odpytywać młodszych, a oprócz tego uczniowie powinni pisać pisemne wypracowania. „W zakresie dyscypliny żąda Vives łagodności. Przezwiska i obelgi bezwzględnie potępia, w koniecznych wypadkach nie wyklucza kar cielesnych, ale sądzi, że wystarczą pouczenia, upomnienia i nagany. Niezbędnym warunkiem powodzenia jest przywiązanie uczniów do nauczyciela; na to musi on zapracować przez okazywanie młodzieży życzliwości i dobrego przykładu, przez staranne przygotowanie się i interesujący sposób wykładu.” Zgadzał się on też z humanistyczną psychologią, która kładła nacisk na potrzeby uczniów, powinni być więc oni doceniani i szanowani przez nauczyciela.
Zalecał on objąć kształceniem nie tylko chłopców, ale i dziewczęta. Ich wychowanie i nauczanie było jednak odmienne. Od najmłodszych lat podstawą do nauki była zabawa, jednak przedmioty w niej wykorzystywane powinny przypominać te wykorzystywane w pracach domowych przez dorosłych. Od 7 roku życia dziewczęta powinny uczyć się czytania i pisania oraz prac ręcznych. Potem kształcenie powinno opierać się na książkach pobożnych i tych zawierających treści o dobrym prowadzeniu się. Był nieugięty w poglądach na to, że kobiety nie powinny używać perfum, kosmetyków, farbować włosów, czy ubierać się pretensjonalnie.
O Janie Ludwiku Vivesie mówi się też jako o prekursorze pedagogiki opiekuńczej. Stworzył koncepcję systemu opieki nad biednymi i kalekami. „Uważał, że stan ubóstwa wynika z upadku moralnego ludzi, z braku miłości do będących w potrzebie. Domagał się państwowych szkół dla biednych dzieci, zagwarantowania każdemu człowiekowi miejsca pracy, udzielenia stałej pomocy osobom niesamodzielnym i niezdolnym do pracy.”
Vives zapisał się w historii jako autor wybitnych dzieł oraz twórca nowoczesnego systemu nauczania i wychowania. Zwrócił uwagę na walory moralne i etyczne kształcenia. W Polsce bardzo podobne poglądy głosił Andrzej Frycz Modrzewski.

## Przekłady na polski
- J. L. Vives: O podawaniu umiejętności. przekł. A. Kempfi. Wrocław: Wydawnictwo Polskiej Akademii Nauk, 1968.